# Батурин, Николай Фёдорович
Николай Фёдорович Батурин (5 августа 1936, волость Суйслепа, Эстония — 16 мая 2019, Эстония) — советский и эстонский писатель, эссеист и драматург, поэт, сценарист, иллюстратор, продюсер. Член Союза писателей Эстонии (1973).

## Биография и карьера
Николай Батурин родился в Первой Эстонской Республике, в деревне Аруметса (волость Суйслепа, ныне — волость Тарвасту) в семье рыбака. После окончания средней школы учился в сельскохозяйственном техникуме и в морском училище. Пять лет служил во флоте на Каспийском море и в Атлантике. В течение пятнадцати лет был профессиональным охотником в сибирской тайге. На протяжении шести лет работал на рыболовецком траулере, занимался строительством электростанций, участвовал в различных геологических экспедициях.
Батурин дебютировал со сборником стихов «Маа-alused järved» («Подземные озёра», 1968) на последней волне «кассетного» поколения 1960-х годов. Затем он перешёл на лирическую прозу. Одни из основных тем его произведения — лес и охота. В вышедшей в 1974 году книге «Kuningaonni kuningas» («Король королевской избушки») он описывает равновесие человека с природой. Один из самых известных его романов «Karu süda» («Сердце медведицы», 1989) рассказывает о таёжном охотнике, который стремится уйти от негативных сторон цивилизации. Этот роман был экранизирован в 2001 году. В его фантастическом романе «Кентавр» («Kentaur», 2003) местом действия являются нефтяные поля. Этот роман был отмечен литературной премией фонда «Капитал культуры Эстонии».
Он писал стихи, прозу, пьесы, киносценарии и эссе. Он сам иллюстрировал свои книги и продюсировал свои пьесы. Его произведения были переведены на русский, украинский и литовский языки. Стихи Николая Батурина положили на музыку эстонские композиторы Раймонд Лятте, Эстер Мяги, Геннадий Таниэль, Ану Таул и другие.
Батурин жил в своем доме на хуторе у озера Выртсъярв.
Похоронен на Старом кладбище города Вильянди.

## Сочинения

### Романы
- «Leiud kajast» (1977)
- «Karu süda» (1989)
- «Kartlik Nikas, lõvilakkade kammija: lapsepõlvemartüürium» (1993)
- «Ringi vangid» (1996)
- «Apokalüpsis Anno Domini» (1997)
- «Kentaur» (2003)
- «Sõnajalg kivis» (2006)

### Сборники стихов
- «Maa-alused järved: luuletusi 1963—1967» (1968)
- «Väljadelt ja väljakutelt» (1972)
- «Kajokurelend: luuletusi mulgi murden» (1975)
- «Galerii» (1977)
- «Lüürakala» (1978)
- «Poolusevaikus. Vaikusepoolus. Talvitusluuletusi 1979—1980» (1980)
- «Sinivald: luuletuse mulgi murden, 1963—1983» (1990)

### Сценарии
- «Suvetuisud» (1992)
- «Karu süda» (1993)
- «Mõrv majakal» (1994)
- «Kartlik Nikas, lõvilakkade kammija» (1999)

### Пьесы
- «Teemandirada» (1986)
- «Kummitus, kummutis» (1993)

## Экранизации
- 2001 — «Сердце медведицы» — по одноимённому роману